# Équipe cycliste Hagens Berman-Supermint
L'équipe cycliste Hagens Berman-Supermint est une équipe cycliste professionnelle féminine basée aux États-Unis. Elle reprend une partie des coureuses de l'équipe défunte BMW-Happy Tooth Dental. Elle est dirigée par Jonathan Coulter.

## Classements UCI
Ce tableau présente les places de l'équipe au classement de l'Union cycliste internationale en fin de saison, ainsi que ses meilleures coureuses au classement individuel.
| Année | Classement par équipes | Meilleure coureuse au classement individuel |
| 2016  | 32e                    | Yevheniya Vysotska (134e)                   |
| 2017  | 30e                    | Lizzie Williams (100e)                      |
| 2018  | 35e                    | Lily Williams (104e)                        |
| 2019  | 34e                    | Leigh Ann Ganzar (132e)                     |

Elle participe également à des courses de l'UCI World Tour féminin.
| Année | Classement par équipes | Meilleure coureuse au classement individuel |
| 2016  | 23e                    | Yevheniya Vysotska (101e)                   |
| 2017  | 28e                    | Lizzie Williams (103e)                      |
| 2018  | 34e                    | Lily Williams (168e)                        |
| 2019  | 34e                    | Leigh Ann Ganzar (141e)                     |

## Principales victoires

### Championnats nationaux
- Championnats du Japon : 2
  - Course en ligne : 2016 (Eri Yonamine)
  - Contre-la-montre : 2016 (Eri Yonamine)
- Championnats d'Ukraine : 2
  - Course en ligne : 2016 (Yevheniya Vysotska)
  - Contre-la-montre : 2016 (Yevheniya Vysotska)

## Encadrement
Jonathan Coulter est à la fois gérant de l'équipe et représentant auprès de l'UCI. Il était directeur sportif chez BMW-Happy Tooth Dental l'année précédente. La coureuse Lindsay Bayer fait également partie de l'équipe de direction.

## Partenaires
Le partenaire principal de l'équipe est le cabinet d'avocats Hagens Berman. Le fabricant d'habillement cycliste Supermint parraine également la formation. Les cycles sont fournis par la marque BH.  

## Hagens Berman-Supermint en 2019

### Arrivées et départs
| Arrivées         | Équipe 2018         |
| ---------------- | ------------------- |
| Leigh Ann Ganzar | Néo-professionnelle |
| Aimee Vasse      | Amateur             |

| Départs         | Équipe 2019      |
| --------------- | ---------------- |
| Tarah Cole      | Amateur          |
| Mandy Heintz    | Amateur          |
| Jennifer Luebke | Sho-Air Twenty20 |
| Peta Mullens    | Amateur          |

### Effectif
| Effectif 2019      | Effectif 2019     | Effectif 2019 | Effectif 2019                             |
| Cycliste           | Date de naissance | Pays          | Équipe précédente                         |
| ------------------ | ----------------- | ------------- | ----------------------------------------- |
| Whitney Allison    | 1 mars 1988       | États-Unis    |                                           |
| Jessica Cerra      | 1 mai 1982        | États-Unis    | Twenty16-Ridebiker (2016)                 |
| Leigh Ann Ganzar   | 8 septembre 1989  | États-Unis    |                                           |
| Lindsay Bayer      | 31 octobre 1984   | États-Unis    | BMW p/b Happy Tooth Dental (2015)         |
| Julie Kuliecza     | 4 novembre 1980   | États-Unis    | Pepper Palace-The Happy Tooth (2015)      |
| Harriet Owen       | 16 décembre 1993  | Royaume-Uni   | Meteor-Intelligentsia (2018)              |
| Liza Rachetto      | 30 janvier 1974   | États-Unis    | BMW p/b Happy Tooth Dental (2015)         |
| Starla Teddergreen | 11 décembre 1979  | États-Unis    | Fearless Femme-Haute Wheels Racing (2015) |
| Aimee Vasse        | 22 juillet 1978   | États-Unis    | CMAX Dila-Guerciotti-Cogeas (2007)        |
| Lily Williams      | 24 juin 1994      | États-Unis    |                                           |
|                    |                   |               |                                           |
| Source : UCI       |                   |               |                                           |

note: Whitney Allison

### Victoires

#### Sur route
| Victoires | Victoires                     | Victoires  | Victoires | Victoires        | Victoires |
| Date      | Course                        | Pays       | Classe    | Vainqueur        |           |
| --------- | ----------------------------- | ---------- | --------- | ---------------- | --------- |
| 27 mai    | Winston-Salem Cycling Classic | États-Unis | 1.1       | Leigh Ann Ganzar |           |

### Classement mondial
| Classement UCI | Classement UCI     | Classement UCI | Classement UCI |
| Coureuse       | Coureuse           | Pays           | Points         |
| -------------- | ------------------ | -------------- | -------------- |
| 132e           | Leigh Ann Ganzar   | États-Unis     | 158 pts        |
| 321e           | Lily Williams      | États-Unis     | 48 pts         |
| 341e           | Whitney Allison    | États-Unis     | 41 pts         |
| 472e           | Starla Teddergreen | États-Unis     | 25 pts         |
| 733e           | Jessica Cerra      | États-Unis     | 8 pts          |